# Ludowy Sekretariat Białorusi
Ludowy Sekretariat Białorusi (biał. Народны сакратарыят Беларусі, Narodny sakrataryjat Biełarusi) – organ wykonawczy Komitetu Wykonawczego Rady I Zjazdu Wszechbiałoruskiego, utworzony 21 lutego 1918 roku na podstawie pierwszej hramoty ustawodawczej tego Komitetu. Na czele Ludowego Sekretariatu stał przewodniczący, a w skład wchodzili ludowi sekretarze. Z dniem 9 marca 1918 roku, w związku z ogłoszeniem przez Komitet Wykonawczy Rady I Zjazdu Wszechbiałoruskiego powstania Białoruskiej Republiki Ludowej, na podstawie punktu 4 drugiej hramoty ustawodawczej Komitetu Wykonawczego, Ludowy Sekretariat Białorusi stał się władzą wykonawczą i administracyjną proklamowanej republiki.

## Historia

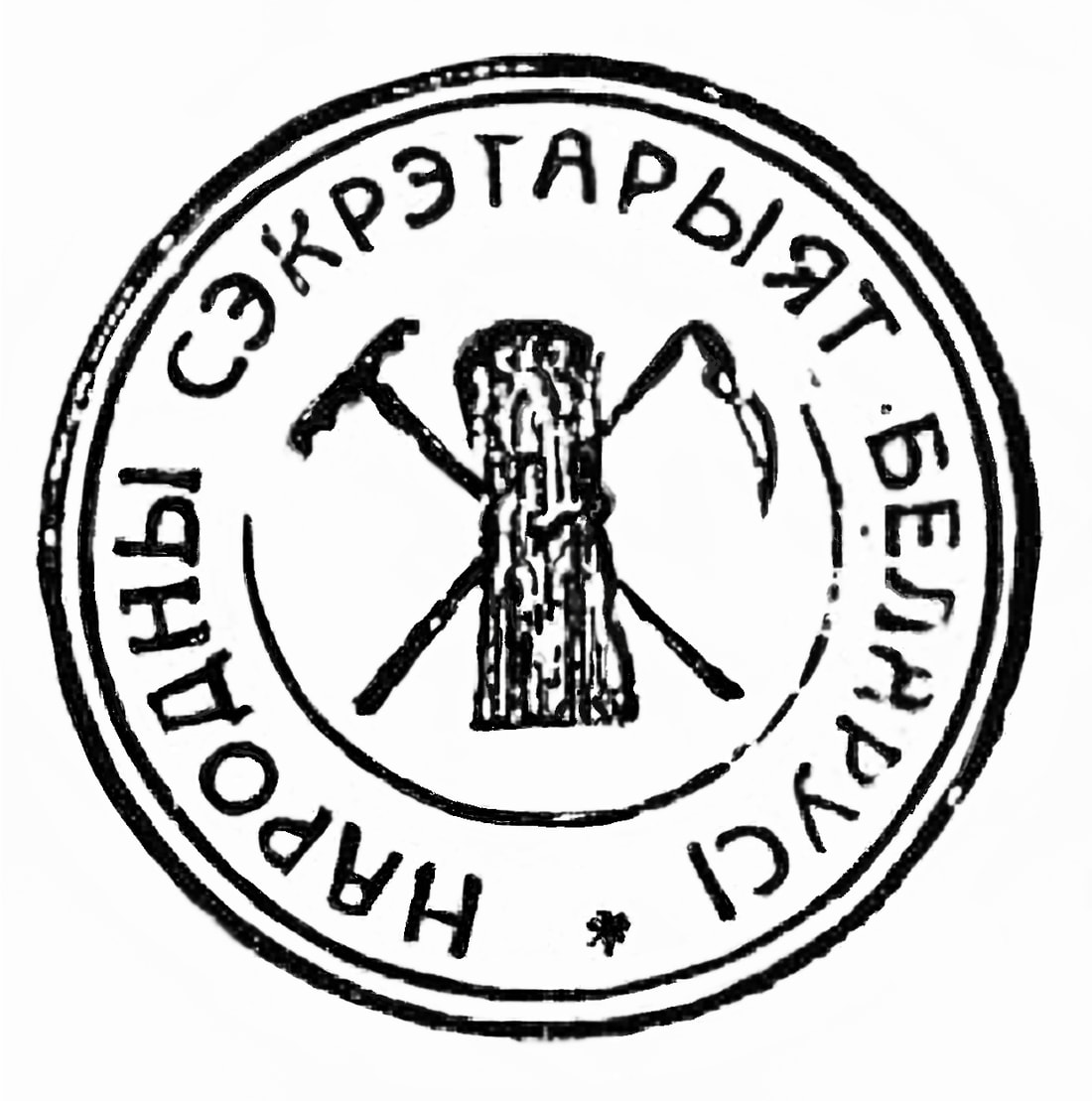
Pieczęć Ludowego Sekretariatu Białorusi

Przez większą część 1918 roku Ludowy Sekretariat działał w warunkach tymczasowej okupacji centralnej części ziem białoruskich przez wojska niemieckie. Do października 1919 roku cztery kolejne rządy Białoruskiej Republiki Ludowej działały pod nazwą Ludowego Sekretariatu Białorusi. Natomiast w październiku 1919 roku organ ten został przemianowany na Radę Ludowych Ministrów Białoruskiej Republiki Ludowej.

## Rząd Jazepa Waronki

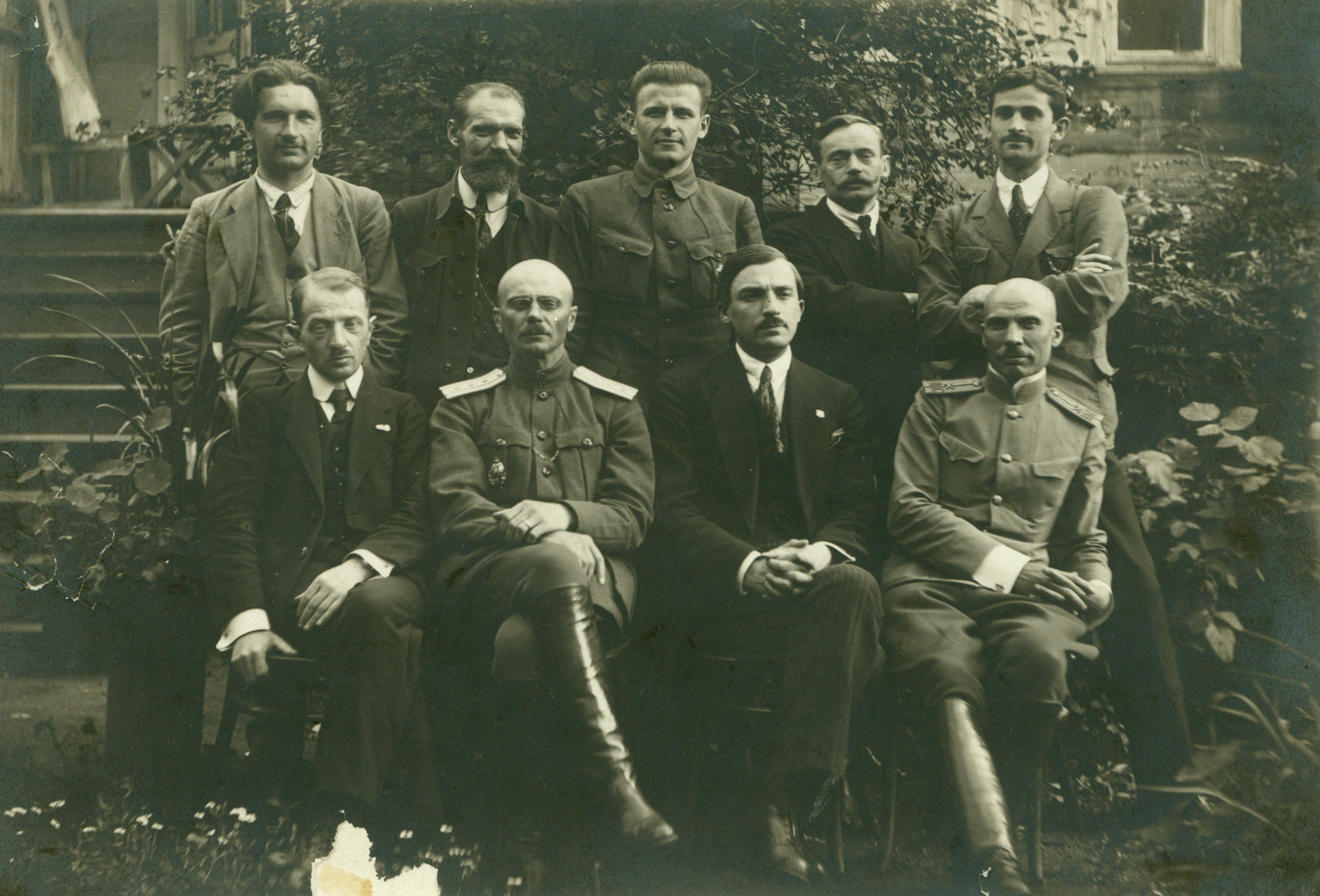
Członkowie Ludowego Sekretariatu Białorusi pod przewodnictwem Jazepa Waronki.
Siedzą od lewej: Alaksandr Burbis, Iwan Sierada, Jazep Waronka, Wasil Zacharka. Stoją od lewej: Arkadź Smolicz, Piotr Kraczeuski, Kanstancin Jezawitau, Antoni Owsianik, Leanard Zajac.

Pierwszym przewodniczącym Ludowego Sekretariatu Białorusi został 21 lutego 1918 roku Jazep Waronka, który objął jednocześnie stanowisko ludowego sekretarza spraw zagranicznych. Ponadto w skład kierowanego przez Waronkę Ludowego Sekretariatu wchodzili:
- ludowy sekretarz opieki - Pałuta Badunowa,
- ludowy sekretarz finansów - G. Biełkind,
- ludowy sekretarz sprawiedliwości - Jafim Bialewicz,
- ludowy sekretarz rolnictwa - Tamasz Hryb,
- ludowy sekretarz spraw żydowskich - Mosze Gutman,
- ludowy sekretarz spraw wojskowych - Kanstancin Jezawitau,
- ludowy sekretarz spraw wielkoruskich[c] - P. U. Złobin,
- ludowy sekretarz poczty i telegrafu - A. Karacz,
- ludowy sekretarz kontroli - Piotr Kraczeuski,
- ludowy sekretarz spraw wewnętrznych - I. Mokrejew,
- ludowy sekretarz łączności - W. Redźka,
- ludowy sekretarz gospodarki - Iwan Sierada,
- ludowy sekretarz oświaty - Arkadź Smolicz,
- skarbnik - Wasil Zacharka,
- sekretarz - Leanard Zajac.

Większość członków rządu Jazepa Waronki było przedstawicielami Białoruskiej Socjalistycznej Gromady.